# Августа Мария Луиза Баварска
Августа Мария Луиза Баварска (на немски: Auguste Maria Luise Prinzessin von Bayern; Августа; * 28 април 1875, Мюнхен; † 25 юни 1964, Регенсбург) от династията на Вителсбахите, е баварска принцеса, по-съпруг - ерцхерцогиня на Австрия от унгарския клон на династията Хабсбург-Лотарингия. Тя е внучка на австрийския император Франц Йосиф.

## Биография
Тя е втората дъщеря на фелдмаршал принц Леополд Баварски (1846 – 1930) и съпругата му ерцхерцогиня Гизела Австрийска (1856 – 1932), втората дъщеря на австро-унгарския император Франц Йосиф и Елизабет Баварска. Баща ѝ е брат на Лудвиг III (1845 – 1921), последният крал на Бавария.
Името си получава от хабсбургската си баба Августа Фердинанда. Отраства в Мюнхен.
Августа Баварска се омъжва на 15 ноември 1893 г. в Мюнхен за австрийския ерцхерцог Йозеф Август Австрийски (* 9 август 1872, Алксут; † 6 юли 1962, Райн близо до Щраубинг), палатин на Унгария, син на ерцхерцог Йозеф Карл Лудвиг Австрийски (1833 – 1905) и на принцеса Клотилда от Саксония-Кобург и Гота (1846 – 1927). Майка му Клотилда е внучка на френския крал Луи-Филип и по-голяма сестра на българския цар Фердинанд I. Августа и Йозеф живеят в резиденцията си Алксут (на 40 км западно от Будапеща) в Унгария.

През Първата световна война тя постъпва в Червения кръст и се грижи за ранените, на които помага материално с големи суми и пожелава да отиде и на фронта, но не получава разрешението от император Франц Йозеф.
През 1944 г. фамилията напуска Унгария и живее първо в САЩ, след това в Регенсбург при нейната снаха княгиня Маргарета Клементина Австрийска (1870 – 1955), съпруга на княз Алберт фон Турн и Таксис (1867 – 1952). На 6 юли 1962 г. съпругът ѝ умира.
Августа Баварска умира на 89 години на 25 юни 1964 г. в Регенсбург. През 1992 г. ерцхерцогиня Августа Мария и нейният съпруг са отново погребани в „Палатин-гробницата“ в Будапеща.

## Деца
Августа Баварска и ерцхерцог Йозеф Август Австрийски имат шест деца:
- Йозеф Франц Леополд Антон Игнациус Мария (* 28 март 1895, Брюн; † 25 септември 1957, Карцавелос, Португалия), женен на 4 октомври 1924 г. в дворец Сибиленорт за принцеса Анна Моника Пиа Саксонска (* 4 май 1903; † 8 февруари 1976), дъщеря на саксонския крал Фридрих Аугуст III
- Гизела Августина Анна Мария (* 5 юли 1897, Кистаполцсáни; † 30 март 1901, Волоска)
- София Клементина Елизабет Клотилда Мария (* 11 март 1899, Волоска; † 19 април 1978, Инсбрук), следва в Будапеща, от 1944 г. живее неомъжена в Бавария и Тирол
- Ласцло Луитполд Йозеф Антон Игнац Мария (* 3 януари 1901, Волоска; † 29 август 1946, в нервна болница в Будапеща)
- Матйас Йозеф Албрехт Антон Игнац Мария (* 26 юни 1904, Будапеща; † 7 октомври 1905, Кистаполоцсáни)
- Магдалена Мария Раниера (* 6 септември 1909, Кистаполоцсáни; † 11 май 2000, Мюнхен), неомъжена, бяга с родителите си 1944 г. от Унгария и живее в Бавария